# Diritti LGBT in Malaysia
I diritti LGBT in Malaysia sono inesistenti. L'omosessualità è un crimine nel paese dall'era coloniale dell'Impero britannico. L'atteggiamento sociale nei confronti della comunità LGBT deriva dall'Islam, la religione ufficiale in Malaysia.
Human Rights Watch afferma che: "la discriminazione contro le persone lesbiche, gay, bisessuali e transgender (LGBT) è diffusa in Malaysia".

## Leggi sull'omosessualità
La Malaysia mantiene in vigore le leggi contro la sodomia e contro il sesso orale, emanate durante l'era coloniale, le quali colpiscono in generale sia gli atti eterosessuali che omosessuali, con possibili sanzioni comprese multe, condanne fino a venti anni e persino punizioni corporali. 
Una sottosezione del codice penale prevede anche una punizione aggiuntiva per gli uomini condannati per "grave indecenza con un'altra persona di sesso maschile". Oltre alla legge laica, i cittadini musulmani possono anche essere accusati in speciali tribunali islamici.
C'è stata una discussione pubblica sulla riforma della legge in modo da esentare dalla legge gli atti sessuali privati e non commerciali tra adulti consenzienti. 
Alcuni membri dell'allora principale partito di opposizione hanno espresso il loro sostegno a tale riforma, in particolare Latheefa Koya, ma questa rimane una posizione minoritaria del partito. Nessun partito politico o membro eletto del Parlamento ha formalmente proposto una tale riforma.
Nel 1994, il governo ha vietato a chiunque sia omosessuale, bisessuale o transessuale di apparire nei media controllati dallo stato.
Nel 1995, il Ministro degli affari religiosi dello stato di Selangor ha elogiato i gruppi di vigilanti islamici di Badar, che si erano organizzati nel 1994 per aiutare l'arresto di 7.000 persone impegnate in attività "non islamiche", come l'omosessualità.
Nel 2001, l'ex primo ministro Mahathir Mohamad ha dichiarato che il paese deporterà qualsiasi ministro o diplomatico straniero gay in visita. Mohamad ha anche avvertito i ministri gay di paesi stranieri di non portare con sé i loro partner mentre visitavano la nazione.
La figlia di Mahathir, Marina Mahathir, ha tuttavia chiesto la fine della discriminazione basata sull'orientamento sessuale.
Nel 2005, il capo della Marina Reale Malese Mohd Anwar Mohd Nor dichiarò che la Marina non avrebbe mai accettato omosessuali.
Nel 2010, il Film Censorship Board della Malaysia ha annunciato che avrebbe consentito solo la raffigurazione di personaggi omosessuali purché i personaggi "si pentissero" o "morissero".
Nel 2017 la Malaysia ha cercato di censurare La bella e la bestia per alcuni "momenti gay", ma alla fine ha ceduto alla pressione e ha permesso che il film venisse distribuito. Il consiglio di censura non ebbe obiezioni alla proiezione del film Power Rangers, anche con una scena lesbica nel film.
A maggio 2017, il gay pride organizzato dalla Taylor's University in programma a giugno è stato annullato a causa della pressione islamista. L'evento è stato condannato dai blog pro-islamisti perché era irrispettoso da fare nel mese sacro del Ramadan.

## Identità ed espressione di genere
Human Rights Watch riferisce che le leggi della Sharia (islamica) a livello statale proibiscono il travestimento e le persone transgender "affrontano arresti arbitrari, aggressioni fisiche e sessuali, reclusioni, rifiuto discriminatorio di assistenza sanitaria e impiego e altri abusi".
Le persone transgender sono state spesso arrestate da agenti di polizia secondo le leggi civili che governano la "pubblica indecenza" e, se sono musulmane/i, possono essere ulteriormente accusate dagli ufficiali religiosi secondo le leggi della Sharia per "impersonare" le donne. 
Un rapporto del 2014 di Human Rights Watch ha affermato che le persone transgender sono soggette a "aggressione, estorsione e violazioni dei loro diritti alla privacy" da parte della polizia e umiliazione, aggressione fisica e sessuale da parte di funzionari del Dipartimento religioso.
Nel 1998, 45 travestiti musulmani sono stati accusati e condannati in tribunale per essersi vestiti come donne, e ventitré altre persone transgender hanno subito multe e imprigionamenti simili nel 1999.
È stato stimato che un gran numero di persone transgender sono costrette a lavorare in strada come prostitute per guadagnarsi da vivere.
Nell'agosto 2016, l'Alta Corte di Kuala Lumpur ha ordinato al Dipartimento nazionale di registrazione (NRD) di aggiornare le informazioni di un transuomo sulla sua carta d'identità per riflettere meglio la sua identità di genere e il nome scelto. 
Il giudice ha sostenuto che "l'individuo ha un prezioso diritto costituzionale alla vita ai sensi dell'articolo 5 (1) della Costituzione federale, e il concetto di vita ai sensi dell'articolo 5 deve necessariamente comprendere il diritto del querelante a vivere con dignità come maschio e essere legalmente riconosciuto come tale". Successivamente la NRD ha impugnato la sentenza.

## Diritti LGBT nella politica malese
Il "Movimento volontario anti-omosessuale del popolo" è stato creato nel 1998 per promuovere leggi penali più severe contro l'omosessualità ed è membro partito United Malays National Organization (UMNO).
Parti Sosialis Malaysia è l'unico partito politico che sostiene apertamente e difende i diritti delle persone LGBT e che vede i diritti LGBT come un qualsiasi altro diritto delle minoranze.

### Organizzazioni di supporto LGBT in Malaysia

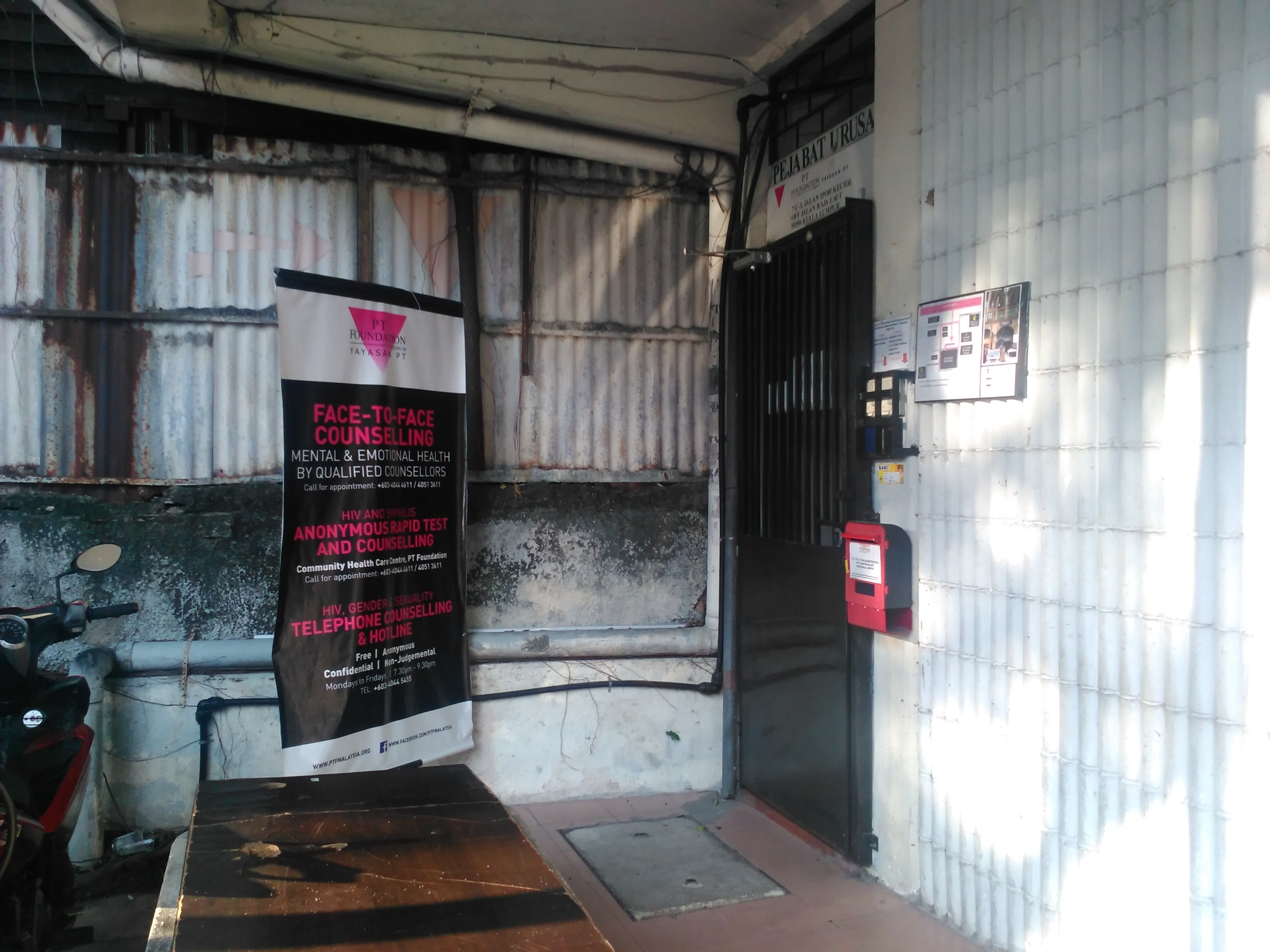
La PT Foundation, un centro LGBT in Malaysia

La Malaysia non ha un'organizzazione nazionale ufficiale impegnata nel promuovere i diritti LGBT. Invece ha una coalizione di organizzazioni non governative, artisti e individui che organizzano il festival annuale dei diritti sessuali Seksualiti Merdeka. 
Seksualiti Merdeka, che significa "Sessualità Indipendente", è un festival annuale composto da conferenze, spettacoli, proiezioni, workshop e forum per promuovere i diritti sessuali come diritti umani, per migliorare individui e comunità emarginate e per creare piattaforme di consulenze. 
Oltre a organizzare i programmi di questo festival annuale, i membri di questa coalizione sono anche coinvolti in campagne di scrittura di lettere, organizzando regolari proiezioni e dibattiti sui film, sostegno accademico e formazione. Tuttavia, il governo ha cercato di impedire, dal 2011, che questi eventi accadessero.
I gruppi coinvolti in Seksualiti Merdeka hanno anche sostenuto i diritti LGBT nel quadro della difesa dei diritti umani. 
Tra questi figurano organizzazioni per i diritti umani affermate come il Comitato per i diritti umani del Bar malese, SUARAM, Fondazione PT, KRYSS, Iniziativa Candidacy per le donne, Persatuan Kesedaran Komuniti Selangor (EMPOWER), Purple Lab, Matahari Books e The Annexe Gallery.
Diversi altri gruppi come Sisters in Islam, Women's Aid Organization e Amnesty International hanno anche affrontato questioni di orientamento sessuale nell'ambito della difesa della salute pubblica. 
L'attenzione sull'educazione all'HIV-AIDS ha permesso di discutere maggiormente l'orientamento sessuale, l'identità di genere e i diritti umani.
La Fondazione PT, originariamente chiamata Triangolo Rosa, si concentra su "fornire programmi di educazione, prevenzione, cura e sostegno all'HIV / AIDS, sensibilizzazione alla sessualità e programmi di empowerment per le comunità vulnerabili in Malaysia". 
Le comunità comprendono MSM (uomini che amano uomini), transgender, sex workers, tossicodipendenti e persone che vivono con l'HIV. A loro si aggiungono altre organizzazioni, come "LPG" (per gay) e "OutDo" (per lesbiche) che organizzano attività regolari per le loro comunità.

### HIV / AIDS in Malaysia

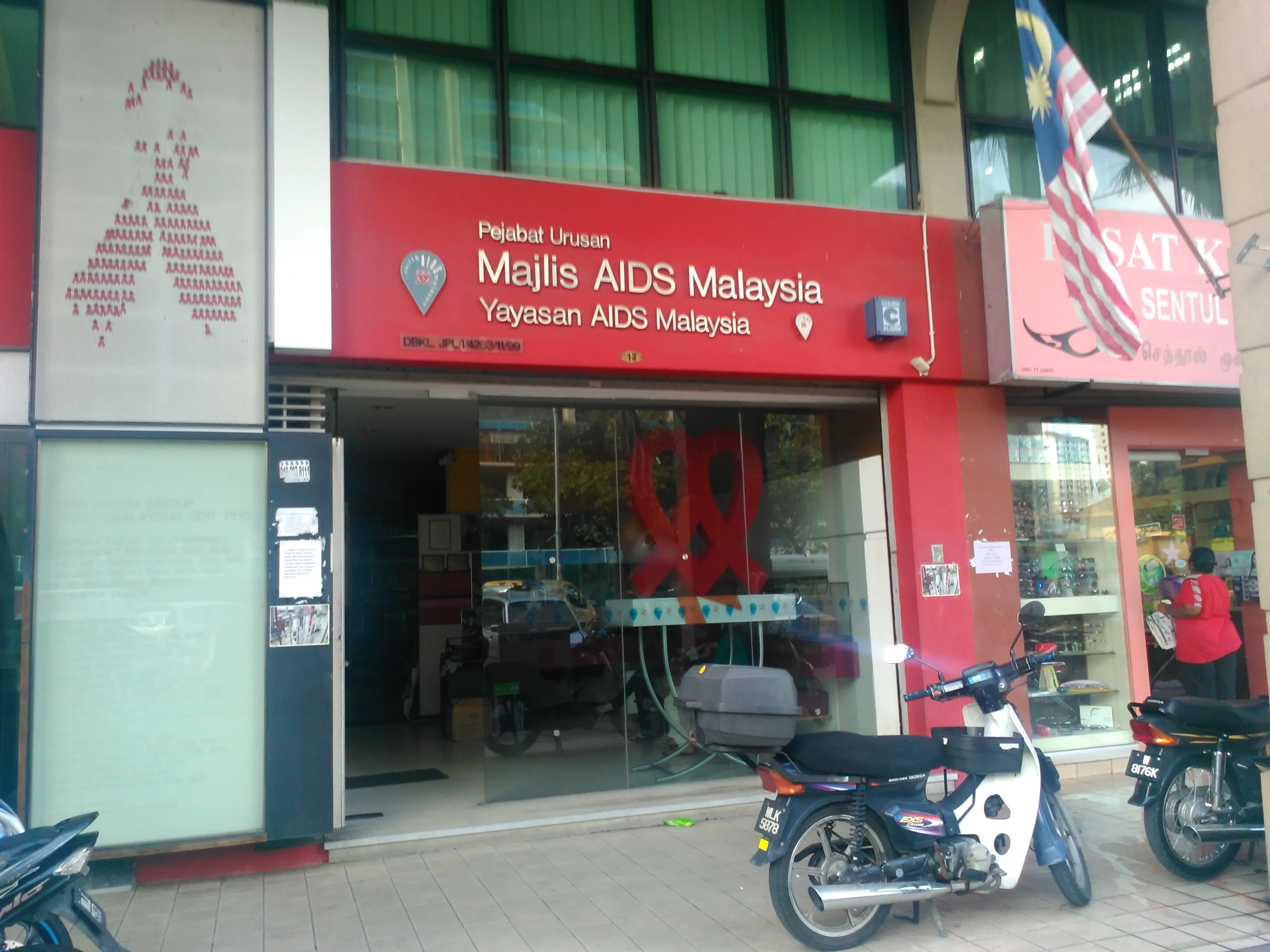
Il consiglio malese per l'AIDS

Anche se non è un problema solo per le persone LGBT, la risposta di salute pubblica all'AIDS-HIV ha richiesto una maggiore discussione pubblica su argomenti come la sessualità umana, i ruoli di genere e l'orientamento sessuale.
Dal momento che il primo caso ufficiale di AIDS è apparso nella nazione nel 1985, il governo ha subito maggiori pressioni per promuovere campagne educative e di prevenzione poiché alcuni esperti hanno suggerito che il numero di malesi infetti da HIV poteva arrivare a 300.000 unità entro il 2015 .
Nel 2006, il governo ha lanciato una nuova campagna pubblica completa che include programmi di scambio di terapia e ago per tossicodipendenti e farmaci gratuiti forniti presso le cliniche governative.
Tuttavia, nel 2007, il Ministero della Salute della Malaysia ha eliminato il sostegno all'uso del preservativo per prevenire la diffusione della malattia a causa della preoccupazione che tale campagna sarebbe equiparata a un'approvazione governativa della condotta sessuale al di fuori di un matrimonio legale.

## Opinione pubblica
Un sondaggio d'opinione del Pew Research Center del 2013 ha riscontrato che il 9% della popolazione malese ritiene che l'omosessualità debba essere accettata dalla società, mentre l'86% ritiene che non dovrebbe essere fatto.
La Malaysia è stato uno dei paesi con una minore accettazione per gli omosessuali, secondo solo a Indonesia e Pakistan con rispettivamente il 3% e il 2%. Le persone con più di 50 anni erano più tolleranti dei giovani: l'11% delle persone sopra i 50 anni ritiene che dovrebbe essere accettata, il 10% delle persone tra i 30 e i 49 anni e solo il 7% delle persone tra i 18 e i 29 anni. 
Tuttavia, c'è stato un leggero aumento in accettazione dal 2007, quando un sondaggio del Pew Research rivelò che solo l'8% della popolazione credeva che l'omosessualità dovesse essere accettata.

## Tabella riassuntiva
| Attività e relazioni sessuali legali                         | (punibile fino 20 anni di reclusione con o senza multe e frustate)          |
| Parità dell'età di consenso                                  | No                                                                          |
| Leggi anti-discriminazione sul lavoro                        | No                                                                          |
| Leggi anti-discriminazione nella fornitura di beni e servizi | No                                                                          |
| Leggi anti-discriminazione in tutti gli altri settori        | No                                                                          |
| Matrimonio egualitario                                       | No                                                                          |
| Unione civile                                                | No                                                                          |
| Adozione                                                     | No                                                                          |
| Autorizzazione a prestare servizio nelle forze armate        | No                                                                          |
| Diritto di cambiare legalmente sesso                         | No                                                                          |
| Accesso alla fecondazione assistita per le coppie lesbiche   | No                                                                          |
| Surrogazione di maternità                                    | (illegale per tutte le coppie indipendentemente dall'orientamento sessuale) |
| Permessa la donazione di sangue per le persone omosessuali   | No                                                                          |